# Androcalva microphylla
Androcalva microphylla är en malvaväxtart som först beskrevs av George Bentham, och fick sitt nu gällande namn av C.F.Wilkins och Whitlock. Androcalva microphylla ingår i släktet Androcalva och familjen malvaväxter. Inga underarter finns listade i Catalogue of Life.